# Celaya (apellido)
Celaya, Zelaya, Zelaia o Celaia es un apellido de origen Vasco, proviene etimológicamente de Zelaia que significa "el campo", "la campa" o "el prado" en lengua vasca.

## Distribución
Según el INE, a fecha 01/01/2021 en España llevan el apellido de Celaya: 1.749 como primer apellido y 1.548 como segundo apellido, está muy distribuido, siendo más frecuente en las provincias Navarra (0,043%), Vizcaya (0,037%), Guipúzcoa (0,026%) y Albacete (0,02%). La variante Zelaya la llevan: 1.466 como primer apellido, 1.548 como segundo apellido y 23 como ambos apellidos, siendo más frecuente en las provincias Gerona (0,014%), Segovia (0,011%) y Guipúzcoa (0,011%). La variante Zelaia la llevan: 474 como primer apellido y 307 como segundo apellido, siendo más frecuente en la provincia de Guipúzcoa (0,023%). La variante Celaia la llevan: 15 como segundo apellido.
También está distribuido por todo el continente americano: Estados Unidos, México, Guatemala, El Salvador, Honduras, Nicaragua, Costa Rica, Colombia, Perú, Argentina, Chile, Bolivia, etc.

## Historia
Fue un apellido muy común en el País Vasco, especialmente en la región de Guipúzcoa: Cestona, Ezquioga y Vidania y en el Valle de Léniz; también tuvieron radicación, entre otros lugares, en: Navarra y/o Galicia. La casa Zelaya de Oñate tuvo rama en Vitoria y Redondela (Pontevedra).
En 1543 la corona española otorga título al español Jerónimo Zelaya acompañante del adelantado don Pedro de Alvarado en la conquista y colonización de Centroamérica.
Los Zelaya emigraron a América, y llegaron a Nicaragua, Honduras y Guatemala alrededor de 1740.

## Variación del apellido
- Celaya
- Zelaya
- Zelaia
- Celaia

## Escudos de armas
|  |
|  |

|  |
|  |